# Robert Plutchik
Robert Plutchik (1927—29 de abril de 2006, Sarasota, Flórida) foi um psicólogo estadunidense.

## Teoria psicoevolucionária da emoção
A teoria psicoevolucionária integrativa das emoções é uma das mais influentes abordagens classificatórias para respostas emocionais em geral. Ela considera que existem oito emoções primárias: alegria, tristeza, antecipação, surpresa, irritação, medo, confiança e nojo. Plutchik propôs que estas emoções "básicas" são biologicamente primitivas e que evoluíram a fim de incrementar a aptidão reprodutiva animal. Plutchik argumenta em prol da primazia destas emoções demonstrando que cada uma delas dispara um comportamento que é de alto valor de sobrevivência, tal como o modo que o medo inspira a reação de lutar ou fugir.

### Roda Das Emoções de Plutchik
Robert Plutchik também criou uma roda de emoções para ilustrar sua teoria com uma imagem. Plutchik propôs seu modelo em forma de cone (3D) ou o modelo de roda (2D) em 1980 para descrever como as emoções estavam relacionadas.
Ele sugeriu oito emoções bipolares primárias: alegria versus tristeza; raiva versus medo; confiança versus repulsa; e surpresa versus antecipação. Além disso, seu modelo circunflexo faz conexões entre a ideia de um círculo emocional e uma roda de cores. Como as cores, as emoções primárias podem ser expressas em diferentes intensidades e podem se misturar entre si para formar emoções diferentes.

## Obras
- The Emotions: Facts, Theories, and a New Model (1962)
- Foundations of Experimental Research (1968)
- Emotion: A Psychoevolutionary Synthesis (1980)
- Emotion: Theory, Research, and Experience : Biological Foundations of Emotions (com Henry Kellerman, 1986)
- The Emotions (edição revisada, 1991). ISBN 0819182869
- Ego Defenses: Theory and Measurement (com Hope R. Conte, 1994). ISBN 0471052337
- The Psychology and Biology of Emotion (1994). ISBN 0060452366
- Circumplex Models of Personality and Emotions (editor com Hope R. Conte, 1997). ISBN 1557983801
- Emotions in the Practice of Psychotherapy: Clinical Implications of Affect Theories (2000). ISBN 1557986940
- Emotions and Life: Perspectives from Psychology, Biology, and Evolution (2002). ISBN 1557989494
- Plutchik contribuiu para o artigo "Emotions" na enciclopédia World Book Millenium 2000.